# Kiki Camarena
Enrique „Kiki“ Camarena Salazar (26. července 1947 Mexicali, Baja California – 9. února 1985 Guadalajara, Jalisco) byl americký zpravodajský důstojník Úřadu pro potírání drog (DEA). V únoru 1985 jej unesli překupníci s drogami, které najali mexičtí politici v Guadalajaře. Vyslýchali jej, mučili a nakonec zavraždili. Jeho smrt vedla k odsouzení tří vůdců drogového kartelu Guadalajara v Mexiku. Americké vyšetřování Camarenovy vraždy vedlo k dalším deseti soudním řízením v Los Angeles s dalšími mexickými státními příslušníky, kteří se do zločinu zapojili. Případ má nadále negativní dopad na americko-mexické vztahy. Napětí vyvrcholilo v roce 2013, když byl jeden ze tří odsouzených narcotrafikantů, Rafael Caro Quintero, propuštěn z mexického vězení, avšak v červenci 2022 byl znovu zajat mexickými silami.

## Raný život a kariéra
Enrique Camarena se narodil 26. července 1947 v pohraničním městě Mexicali v Mexiku. Když byl ještě dítě, emigrovala rodina (tři bratři a tři sestry) do Calexica v Kalifornii. Během jeho mládí se jeho rodiče rozvedli a po jejich přestěhování trpěla rodina značnou chudobou. Jeho nejstarší bratr Eduardo se přidal k námořní pěchotě a byl zabit v roce 1965 během služby ve Vietnamu. Jeho druhý bratr Ernesto měl problémy s policií a také problémy s drogami. Navzdory rodinným potížím Camarena dostudoval v roce 1966 střední školu v Calexicu.
Po ukončení studia se připojil k námořní pěchotě. Po propuštění v roce 1970 se vrátil do Calexica a připojil se k policejnímu oddělení. Od běžné policejní práce přešel k práci v utajení v oboru narkotik jako zvláštní agent Imperial County Narcotic Task Force (ICNTF).
Po založení Úřadu pro potírání drog (DEA) v roce 1973 byl vytvořen program náboru španělsky hovořících agentů. Camarena i jeho sestra Myrna vstoupili do nové agentury v tentýž rok — Myrna jako sekretářka a Enrique jako zvláštní agent v rezidentní kanceláři DEA v Calexicu.
V roce 1977 se Camarena přestěhoval do kanceláře agentury ve Fresnu, kde pracoval v utajení na pašeráckých aktivitách v údolí San Joaquin. Autorka Elaine Shannon popisuje Camarenu jako „přirozenou osobu v pouličním divadle“, který je schopen „bez námahy sklouznout k portorickému přízvuku nebo odhodit mexický příkrý slang – ať už role vyžadovala cokoliv.“ Kolegové ho popisovali jako vysoce motivovaného, dokonce i podle standardů agentů DEA zaměřených na práci.
V roce 1980 navrhl kolega a blízký přítel, který se přestěhoval z Fresna do rezidentní kanceláře DEA v Guadalajaře, aby Camarena také požádal o přidělení v kanceláři, kde byla volná pozice. Zahraniční úkoly byly v DEA pro pracovní postup důležité a kancelář v Guadalajaře zaznamenala nárůst práce, což předznamenalo explozi v obchodování s drogami v 80. letech 20. století. V této době byl Camarena ženatý a měl tři syny. Jarní počasí v Guadalajaře, městská americká škola a příznivý směnný kurz přesvědčily Camarenu a jeho rodinu, že přestěhování by bylo výhodné.

## Mexické pozadí
Americké protidrogové snahy v Mexiku dávno předcházely případu agenta Camareny. Výroba mexického heroinu a marihuany se stala předmětem zájmu amerických protidrogových opatření v 60. letech, ale první velké společné akce s mexickou vládou začaly až v 70. letech.

### Rané protidrogové úsilí v Mexiku
Když bylo na počátku 70. let ukončeno spojení s francouzským heroinem, zaujalo Mexiko jeho místo jako důležitý zdroj amerického heroinu. Produkce mexické marihuany zaznamenala na počátku 70. let obří boom a později byla hlavní složkou produkce a obchodování kartelu Guadalajara. V tomto okamžiku ještě nebylo Mexiko hlavním překladištěm kokainu, který se vyrábí především v andských zemích Peru a Bolívii.
V reakci na silný americký tlak a na obavy domácích donucovacích orgánů zahájilo Mexiko programy odstranění opiových a marihuanových plantáží s velkými finančními injekcemi americké pomoci. První programy byly v menším měřítku a využívaly většinou ruční fyzickou likvidaci, jako například „Operation Cooperation“ v roce 1970. S rostoucí velikostí plantáží rostlo i úsilí o vymýcení. V roce 1975 schválil mexický prezident Luis Echeverría „operaci Trizo“, která využívala letecké sledování a postřik herbicidů a defoliantů z flotily desítek letadel a vrtulníků.
Programy postřiků vyžadovaly rozsáhlé americké zapojení, a to jak z hlediska financování, tak provozu. Piloti DEA plnili důležité provozní role. Kromě výcviku mexických pilotů pomáhali hledat pole pro postřik a ověřovali, že postřikové lety zničily cílená pole. V rámci programu získala DEA povolení volně létat v mexickém vzdušném prostoru.
Tyto lety přinesly pozitivní výsledky – snížení osázené plochy a nakonec snížení kvality a množství mexického heroinu. Mexické vymáhání práva na místě mělo také některé pozitivní výsledky. Alberto Sicilia Falcon, významný narcotrafikant, který jako jeden z prvních převážel kokain přes Mexiko, byl v roce 1975 zatčen. Pedro Aviles, významný překupník ze Sinaloy, byl zabit při přestřelce s mexickou federální policií v roce 1978.

### Zaměstnanci DEA v zahraničí
V rámci těchto snah byla v polovině 60. let 20. století Federálním úřadem pro narkotika, pobočkou ministerstva financí, otevřena první americká protidrogová kancelář v Ciudad de México. Kancelář v Guadalajaře byla otevřena v roce 1969. Tyto a další kanceláře otevřené různými agenturami se nejprve rozdělovaly, a nakonec se spojily pod DEA. Přestože byly kanceláře otevřeny s povolením mexické vlády, staly se postupně kontroverzními, zejména během případu agenta Camareny.
Agenti DEA sídlící v Mexiku a dalších zemích tehdy a nyní podléhají řadě omezení ze strany hostitelské země. Nemají žádné pravomoci k vymáhání práva, místo toho vykonávají zpravodajské, styčné a poradenské funkce, shromažďují a předávají informace o obchodování s drogami a poskytují poradenství v oblasti místních protidrogových programů. V Mexiku, ačkoli zde byla neformální dohoda s mexickou federální vládou, že agenti mohou nosit osobní zbraně, to bylo nezákonné pro cizince a místní úředníci je mohli za tento prohřešek kdykoliv zatknout. Agenti DEA, akreditovaní na americké ambasádě v Ciudad de México, měli plný diplomatický status, ale agenti v rezidenčních kancelářích ho neměli a mohli být zatčeni a uvězněni bez jakékoli oficiální ochrany.
Americké právo také omezuje aktivity DEA v zahraničí. Výsledkem omezení hostitelské země je, že politika DEA zakazuje agentům vykonávat tajnou práci v zahraničí. Zákon známý jako Mansfieldův dodatek, představený senátorem Mikem Mansfieldem a schválený Kongresem v roce 1975, zakazoval personálu DEA být dokonce přítomen na místě zatčení mimo Spojené státy americké. Rovněž zakazoval agentům používat sílu, s výjimkou případů, kdy byly ohroženy životy. To později zkomplikovalo úsilí DEA při vyšetřování smrti agenta Camareny.

## Camarena v Guadalajaře
V době, kdy Camarena nastoupil na své místo v Guadalajaře v létě 1980, byl obchod s drogami v Mexiku na vzestupu. Důvodů k tomu bylo několik.
Po nástupu mexického prezidenta Josého Lópeze Portilla do úřadu bylo letecké pozorování a ničení plantáží, které již dříve podpořil prezident Echeverría, omezeno a americká účast na těchto aktivitách skončila v roce 1978. To producentům drog usnadnilo výstavbu velkých plantáží, které byly objeveny později v 80. letech 20. století a bylo obtížnější ověřit, že identifikované oblasti byly skutečně postříkány herbicidy.
Kromě toho, během konce 70. a začátku 80. let, obchodování s kokainem, které bylo řízené většinou kolumbijskými pašeráky, rychle vzrostlo ve Spojených státech a stalo se primárním cílem DEA, takže mexické vymáhání práva bylo druhotným problémem.
A konečně, během čtyř a půl let Camarenova působení v Guadalajaře se vynořili velcí narkobaroni, aby nahradili osoby zatčené a zabité v 70. letech. Nejznámější z nich byli Miguel Ángel Félix Gallardo, Ernesto Fonseca Carrillo a Rafael Caro Quintero. Tito tři narkobaroni často koordinovali produkci a operace a tvořili jádro toho, co se začalo nazývat Guadalajarský kartel. Všichni tři byli nakonec shledáni vinnými z účasti na Camarenově únosu a vraždě.

### Rezidentní agent
Z mnoha věcí, které Camarena vyšetřoval, byly velké plantáže marihuany, které se rozšířily na začátku 80. let. Dřívější plantáže byly obvykle umístěny v odlehlých horských oblastech, kde byly těžko rozpoznatelné a k zavlažování nebylo nutné vrtat studně. Výnosy byly relativně nízké, kvalita se lišila a doprava byla drahá.
Nové plantáže využívaly vylepšenou výrobní techniku marihuany, vyvinutou americkými pěstiteli, nazývanou „sinsemilla“ (bezsemenné). Tento výkonnější a kvalitnější produkt přinesl mnohem vyšší ceny na severoamerických trzích. Plantáže se nacházely v odlehlých pouštních oblastech, kde byla doprava mnohem levnější.
Nové plantáže se potýkaly s několika problémy. K pouštní produkci bylo potřeba vyhloubit studně pro zavlažování a Mexiko mělo přísné zákony ohledně kopání studní. Tento problém byl nakonec vyřešen masivním úplatkářstvím. Zahlédnout plantáže v pustých pouštích bylo také mnohem jednodušší; čím větší farma, tím snazší ji najít. S ukončením samostatných amerických přeletů v rámci programu na zničení plantáží však peníze a zastrašování umožnily farmám dramaticky růst, aniž by o tom měla DEA ponětí.
Agenti DEA v Mexiku, kterým byly zakázány samostatné přelety a práce v utajení, se soustředili na vytěžování informátorů, což byl často obtížný úkol, zvláště když informování bylo stále nebezpečnější. Camarena však exceloval v práci s informátory; Shannon napsala: „Nikdo jiný v kanceláři v Guadalajaře se nemohl rovnat Kikiho talentu při práci s informátory. Měl způsob, jak přesvědčit muže, aby sebral odvahu a vydal se tam, kde se mu ani nesnilo, že půjde.“
Camarenova práce s informátorem vedeným jako „Miguel Sanchez“, vedla v roce 1982 k prvnímu objevu jedné z plantáží nového stylu. „Sanchez“ se spřátelil s mužem provozujícím plantáž, který mu řekl, že se plantáž nachází mimo malé izolované město Vanegas ve státě San Luis Potosí, hned za hranicí se státem Zacatecas. Podle „Sanchezových“ informací byl hlavním finančníkem plantáže člen kartelu Juan José Esparragoza Moreno. Camarena a „Sanchez“ konečně lokalizovali plantáž v srpnu 1982. Camarena zařídil dva tajné samostatné přelety, aby potvrdil, že se jedná o plantáž velkého rozsahu. Poté informoval mexické úřady, které pak v září provedly na plantáži razii. Překvapivě měla plantáž přes 200 akrů a zaměstnávala stovky pěstitelů. Pobočka DEA v Guadalajaře odhaduje, že při náletu bylo zničeno přes čtyři tisíce tun marihuany sinsemilla, což z ní činilo největší plantáž objevenou do té doby.

### Únos a vražda
V roce 1984 na základě informací DEA zničilo 450 mexických vojáků za pomocí helikoptér marihuanovou plantáž o velikosti 1 000 hektarů (2 500 akrů) v Allende ve státě Chihuahua, známou jako „Rancho Búfalo“, s odhadem roční produkce 8 miliard dolarů. Camarena, který byl podezřelý, že je zdrojem informací, byl 7. února 1985 za bílého dne unesen zkorumpovanými mexickými úředníky pracujícími pro hlavní narkobarony v Mexiku.
Převezli ho do rezidence s adresou Lope de Vega 881 na předměstí Jardines del Bosque v západní části města Guadalajara, kterou vlastnil Rafael Caro Quintero. Zde byl mučen po dobu 30 hodin a následně zavražděn. Jeho lebka byla proražena kusem výztuže a jeho žebra zlomena. Camarenovo tělo bylo nalezeno 5. března 1985 zabalené v plastu ve venkovské oblasti u malého města La Angostura ve státě Michoacán.

### Vyšetřování
Camarenovo mučení a vražda vyvolala rychlou reakci amerického Úřadu pro potírání drog (DEA) a spustila operaci Leyenda (legenda), největší vyšetřování vraždy agenta DEA, jaké kdy bylo provedeno. Byla vyslána speciální jednotka, aby koordinovala vyšetřování v Mexiku, kde byli do vraždy zapojeni vládní úředníci – včetně Manuela Ibarry Herrery, bývalého ředitele mexické federální justiční policie, a Miguela Aldany Ibarry, bývalého ředitele Interpolu v Mexiku.
Vyšetřovatelé brzy odhalili Miguela Ángela Félixe Gallarda a jeho dva blízké spolupracovníky — Ernesta Fonsecu Carrilla a Rafaela Cara Quintera jako hlavní podezřelé z únosu. Také zjistili, že pod tlakem vlády USA dal mexický prezident Miguel de la Madrid rychle zadržet Carilla a Quintera, zatímco Félix Gallardo si stále užíval politické ochrany.
Vláda Spojených států sledovala zdlouhavé vyšetřování Camarenovy vraždy. Kvůli obtížnosti vydávání mexických občanů zašla DEA tak daleko, že zadržela dva podezřelé – lékaře Humberta Álvareze Machaína, který údajně prodlužoval za pomocí injekcí s adrenalinem Camarenovi život, aby mučení mohlo pokračovat, a Javiera Vásqueze Velasca; oba byli odvezeni lovci odměn do Spojených států.
Navzdory rázným protestům mexické vlády byl Álvarez v roce 1992 postaven před soud v Los Angeles. Poté, co státní návladní případ předložil, soudce rozhodl, že neexistuje dostatek důkazů na podporu rozsudku o vině, a nařídil propuštění Álvareze. Ten následně podal občanskoprávní žalobu proti americké vládě a obvinil ji z porušení americko-mexické smlouvy o vydávání. Případ se nakonec dostal až k Nejvyššímu soudu USA, který rozhodl, že Álvarez nemá nárok na odškodnění. Čtyři další obžalovaní — Vásquez Velasco, Juan Ramón Matta-Ballesteros, Juan José Bernabé Ramírez a Rubén Zuno Arce (švagr bývalého prezidenta Luise Echeverríi), byli souzeni a shledáni vinnými z Camarenova únosu.
Zuno měl vazby na zkorumpované mexické úředníky, kteří se snažili vraždu utajit. Mexická policie zničila důkazy na Camarenově těle.

## Odkaz
V listopadu 1988 se Camarena objevil na obálce časopisu Time. Obdržel společně s DEA řadu ocenění a posmrtně obdržel ocenění Administrator's Award, nejvyšší ocenění udělené organizací. Ve Fresnu pořádá Kalifornská asociace protinarkotických důstojníků (CNOA) každoroční vzpomínkový golfový turnaj, který je po agentu Camarenovi pojmenovaný, a uděluje roční stipendium absolventům středních škol. Po agentovi je také pojmenována základní a střední škola, knihovna a ulice v jeho domovském městě Calexico v Kalifornii. Střední škola Enrique Camarena Junior High School byla otevřena v roce 2006 a základní škola Enrique Camarena v texaském městě Mission měla v tentýž rok svůj dedikační obřad. K uctění jeho památky byl založen každoročně celostátně pořádaný Týden červené stužky, kde se školní děti a mládež učí vyhýbat užívání drog.
V roce 2004 byla na jeho památku založena Nadace Enrique S. Camareny. Camarenova manželka Mika a syn Enrique Jr. pracují ve správní radě složené z neplacených dobrovolníků spolu s bývalými agenty DEA, pracovníky činnými v trestním řízení, rodinou a přáteli agenta Camareny a dalšími, kteří sdílejí odhodlání potírat užívání alkoholu, tabáku, jiných drog a násilí. Lóže řádu Benevolent and Protective Order of Elks uděluje jako součást svého probíhajícího programu Drug Awareness výroční cenu Enrique Camareny na místní, státní a federální úrovni členům donucovacích orgánů, které podílejí na protidrogové represi.
V roce 2004 postavila policie v Calexiku památník. Nachází se v sálech oddělení, kde Camarena sloužil.
Na toto téma bylo napsáno několik knih. Camarena je námětem knihy ¿O Plata o Plomo? The abduction and murder of DEA Agent Enrique Camarena (2005) od bývalého vedoucího rezidenta DEA Jamese H. Kuykendalla. Kniha faktů Zero Zero Zero (2015) od Roberta Saviany se částečně zabývá Camarenovou tajnou prací a jeho osudem.

## Osobní život
Se svou ženou Mikou měl tři syny.

## Mediální zobrazení
Drug Wars: The Camarena Story (1990) je americký televizní miniseriál pojednávající o agentu Camarenovi, v hlavní roli Steven Bauer.
Heroes Under Fire: Righteous Vendetta (2005) je dokumentární film kanálu History Channel, který zaznamenává události a rozhovory související s rodinnými příslušníky, agenty DEA a dalšími, kteří se zapojili do vyšetřování.
V dramatu Narcos na Netflixu je Camarenova smrt a její následky shrnuty ve zpravodajských záběrech v první sérii v epizodě „The Men of Always“. První řada spin-off seriálu Narcos: Mexiko je věnována výhradně Camarenově příběhu od jeho příjezdu do Mexika přes jeho kariéru v této zemi a následnou vraždu. V této roli ho ztvárnil americký herec Michael Peña.
Miss Bala (2011) je mexický film, který zobrazuje beletrizovanou verzi Camarenovy vraždy.
The Last Narc, vydaný v roce 2020 na Amazon Prime Video, je miniseriál, který popisuje Camarenyův únos a události, které k němu vedly. Dne 21. prosince 2020 podal bývalý agent DEA James Kuykendall žalobu kvůli tvrzením pořadu, že se podílel na Camarenově vraždě.